# Eleições estaduais no Paraná em 1978
As eleições estaduais no Paraná em 1978 ocorreram em duas etapas conforme ditava o Pacote de Abril: em 1º de setembro houve a via indireta onde a ARENA elegeu o governador Ney Braga, o vice-governador Hosken de Novaes e o senador Afonso Camargo. A fase seguinte aconteceu em 15 de novembro tal como nos outros estados brasileiros e na ocasião o MDB elegeu o senador José Richa enquanto a ARENA conseguiu a maioria das cadeiras dentre os 34 deputados federais e 58 estaduais que foram eleitos, sendo que os paranaenses residentes no Distrito Federal escolheram seus representantes por meio de urnas especiais.
Nascido em Lapa o governador Ney Braga ingressou em 1935 na Escola Militar do Realengo e após servir no Rio Grande do Sul, São Paulo, Paraná e Rio de Janeiro fez o curso de aperfeiçoamento de oficiais na Escola de Comando e Estado-Maior do Exército onde conheceu Humberto de Alencar Castelo Branco. De volta ao Paraná sob a patente de Major do Exército Brasileiro comandou o 3º Regimento de Artilharia Montada em Curitiba até que seu cunhado, o governador Munhoz da Rocha, o fez chefe de polícia e o apoiou na eleição para prefeito de Curitiba em 1954 pelo PL. Ao romper com o cunhado, filiou-se ao PDC e foi eleito deputado federal em 1958 e governador do Paraná em 1960 para um mandato de cinco anos. Durante sua estadia no Palácio Iguaçu irrompeu o Regime Militar de 1964 apoiado por Ney Braga que renunciou para ocupar o Ministério da Agricultura no governo Castelo Branco onde permaneceu nove meses até renunciar e conseguir um mandato de senador pela ARENA em 1966 e por ter assumido o Ministério da Educação no Governo Ernesto Geisel abdicou de tentar a reeleição em 1974, retornando ao executivo paranaense quatro anos depois por via indireta.
Com o surgimento do PDS os arenistas ingressaram no partido enquanto o PP e depois o PMDB recebeu a maior parte da oposição após a incorporação entre as legendas, fato que propiciou a vitória de José Richa em 1982 graças também ao apoio do antigo grupo pepista liderado por Jayme Canet.

## Resultado da eleição para governador
O Colégio Eleitoral do Paraná contou com os 587 membros da ARENA e estes garantiram uma votação unânime aos candidatos do partido.
| Candidatos a governador do estado | Candidatos a vice-governador | Número | Coligação             | Votação | Percentual |
| --------------------------------- | ---------------------------- | ------ | --------------------- | ------- | ---------- |
| Ney Braga ARENA                   | Hosken de Novaes ARENA       | -      | ARENA (sem coligação) | 587     | 100%       |

## Biografia dos senadores eleitos

### Afonso Camargo
Eleito senador biônico, o engenheiro civil Afonso Camargo é formado pela Universidade Federal do Paraná e após a vitória de Ney Braga em 1960 foi diretor do Departamento de Águas e Energia Elétrica do Paraná, presidente da Companhia de Desenvolvimento do Paraná (CODEPAR), secretário de Justiça e foi eleito vice-governador do estado pela Assembleia Legislativa em fevereiro de 1964. Egresso do PDC e natural de Curitiba, rompeu com o governador devido as eleições de 1965 e foi derrotado por seu antigo mentor ao buscar uma cadeira de senador numa sublegenda do MDB em 1966. De volta ao ramo empresarial foi presidente do Banco do Estado do Paraná e secretário de Fazenda entre os governos Emílio Gomes e Jayme Canet quando ingressou na ARENA, da qual assumiu o diretório estadual. Reconciliado com Ney Braga, foi premiado com a senatória biônica, da qual se afastaria em favor de Roberto Wypych quando ocupou o Ministério dos Transportes no Governo Sarney quando estava integrado ao PMDB.

### José Richa
Na eleição direta o MDB elegeu o odontologista José Richa. Nascido em São Fidélis (RJ) foi graduado na Universidade Federal do Paraná em 1959 e presidiu a União Paranaense dos Estudantes e era jornalista. Outrora aliado de Ney Braga no no PDC foi eleito deputado estadual em 1962 e com o bipartidarismo decretado pelo Regime Militar de 1964 preferiu o MDB e foi reeleito em 1966. Derrotado no embate para senador em 1970 voltou a Londrina onde elegeu-se prefeito 1972. Vitorioso graças às sublegendas formou bancada junto com o também oposicionista Leite Chaves e como José Richa foi eleito governador em 1982, seu mandato foi entregue ao suplente Enéas Faria.

## Resultado da eleição para senador

### Mandato biônico de oito anos
A eleição para senador biônico permitiu a vitória do deputado federal Afonso Camargo num escrutínio onde houve dois votos contrários, embora não tenham sido especificados como branco ou nulo.
| Candidatos a senador da República | Candidatos a suplente de senador           | Número | Coligação             | Votação | Percentual |
| --------------------------------- | ------------------------------------------ | ------ | --------------------- | ------- | ---------- |
| Afonso Camargo ARENA              | Roberto Wypych ARENA Amélia Kruschka ARENA | -      | ARENA (sem coligação) | 585     | 99,66%     |
| Fontes:                           |                                            |        |                       |         |            |

### Mandato direto de oito anos
Seria eleito o candidato mais votado a partir da soma das sublegendas o que permitiu ao MDB ficar com a vaga não obstante a maior votação individual do arenista Túlio Vargas conforme os registros do Tribunal Regional Eleitoral do Paraná que assinalam 208.183 votos em branco e 166.890 votos nulos.
| Candidatos a senador da República | Candidatos a suplente de senador       | Número | Coligação             | Votação   | Percentual |
| --------------------------------- | -------------------------------------- | ------ | --------------------- | --------- | ---------- |
| Túlio Vargas ARENA                | Mário Petrelli ARENA Mário Costa ARENA | -      | ARENA (sem coligação) | 1.083.573 | 48,52%     |
| José Richa MDB                    | Airton Reis MDB                        | -      | MDB (em sublegenda)   | 895.013   | 40,08%     |
| Enéas Faria MDB                   | Edgar Virmond Arruda MDB               | -      | MDB (em sublegenda)   | 254.520   | 11,40%     |
| Fontes:                           |                                        |        |                       |           |            |

## Deputados federais eleitos
São relacionados os candidatos eleitos com informações complementares da Câmara dos Deputados.

Representação eleita
  ARENA: 19
  MDB: 15

| Deputados federais eleitos | Partido | Votação | Percentual | Cidade onde nasceu       | Unidade federativa |
| Paulo Pimentel             | ARENA   | 128.267 |            | Avaré                    | São Paulo          |
| Álvaro Dias                | MDB     | 127.903 |            | Quatá                    | São Paulo          |
| Arnaldo Busato             | ARENA   | 118.818 |            | Jaú                      | São Paulo          |
| Reinhold Stephanes         | ARENA   | 88.501  |            | Porto União              | Santa Catarina     |
| Norton Macedo              | ARENA   | 87.262  |            | Curitiba                 | Paraná             |
| Ítalo Conti                | ARENA   | 52.998  |            | Mallet                   | Paraná             |
| Osvaldo Macedo             | MDB     | 50.101  |            | Sertanópolis             | Paraná             |
| Pedro Sampaio              | ARENA   | 46.791  |            | Tomazina                 | Paraná             |
| Alípio de Carvalho         | ARENA   | 44.880  |            | Carolina                 | Maranhão           |
| Valdmir Belinati           | MDB     | 44.613  |            | Cornélio Procópio        | Paraná             |
| Adolfo Franco Júnior       | ARENA   | 44.092  |            | Curitiba                 | Paraná             |
| Paulo Marques              | MDB     | 43.007  |            | Florianópolis            | Santa Catarina     |
| Hélio Duque                | MDB     | 41.166  |            | Andaraí                  | Bahia              |
| Maurício Fruet             | MDB     | 40.221  |            | Curitiba                 | Paraná             |
| Ary Kffuri                 | ARENA   | 40.209  |            | Irati                    | Paraná             |
| Antônio Ueno               | ARENA   | 40.011  |            | Cambará                  | Paraná             |
| Braga Ramos                | ARENA   | 38.762  |            | Teixeira Soares          | Paraná             |
| Vilela de Magalhães        | ARENA   | 38.154  |            | Santo Antônio da Platina | Paraná             |
| Nivaldo Krüger             | MDB     | 37.169  |            | Canoinhas                | Santa Catarina     |
| Roberto Galvani            | ARENA   | 35.242  |            | Curitiba                 | Paraná             |
| Euclides Scalco            | MDB     | 33.625  |            | Nova Prata               | Rio Grande do Sul  |
| Heitor Furtado             | MDB     | 32.896  |            | Paranavaí                | Paraná             |
| Antônio Annibelli          | MDB     | 31.813  |            | Clevelândia              | Paraná             |
| Borges da Silveira         | ARENA   | 31.677  |            | Lapa                     | Paraná             |
| Ernesto Dall'Oglio         | MDB     | 31.583  |            | Veranópolis              | Rio Grande do Sul  |
| Igo Losso                  | ARENA   | 30.857  |            | Irati                    | Paraná             |
| Sebastião Rodrigues Júnior | MDB     | 29.631  |            | Juiz de Fora             | Minas Gerais       |
| Lúcio Cioni                | ARENA   | 26.390  |            | Sabará                   | Minas Gerais       |
| Hermes Macedo              | ARENA   | 26.255  |            | Rio Pardo                | Rio Grande do Sul  |
| Antônio Mazurek            | ARENA   | 25.639  |            | Londrina                 | Paraná             |
| Adriano Valente            | ARENA   | 25.181  |            | São Paulo                | São Paulo          |
| Amadeu Geara               | MDB     | 22.195  |            | Curitiba                 | Paraná             |
| Olivir Gabardo             | MDB     | 21.637  |            | União da Vitória         | Paraná             |
| Walber Guimarães           | MDB     | 21.497  |            | Colinas                  | Maranhão           |
| Fontes:                    |         |         |            |                          |                    |

## Deputados estaduais eleitos
Na disputa pelas 58 vagas da Assembleia Legislativa do Paraná a Aliança Renovadora Nacional superou o Movimento Democrático Brasileiro por 34 vagas a 24.

Representação eleita
  ARENA: 34
  MDB: 24

Fonteː
| Deputados estaduais eleitos    | Partido | Votação | Percentual | Cidade onde nasceu    | Unidade federativa |
| Ivo Thomazoni                  | ARENA   | 56.534  |            | Joaçaba               | Santa Catarina     |
| Fabiano Braga Cortes           | ARENA   | 46.855  |            | Lapa                  | Paraná             |
| Luiz Alberto de Oliveira       | ARENA   | 41.775  |            | Clevelândia           | Paraná             |
| Luiz Roberto Nogueira Soares   | ARENA   | 40.024  |            | Porto União           | Santa Catarina     |
| João Elísio Ferraz de Campos   | ARENA   | 37.614  |            | Paranaguá             | Paraná             |
| Erondy Silvério                | ARENA   | 35.453  |            | Guarapuava            | Paraná             |
| Werner Wanderer                | ARENA   | 32.635  |            | Concórdia             | Santa Catarina     |
| Francisco Escorsin             | ARENA   | 32.174  |            | Jaguariaíva           | Paraná             |
| Quielse Crisóstomo             | ARENA   | 31.975  |            | Bocaiúva do Sul       | Paraná             |
| José Lázaro Dumont             | ARENA   | 30.348  |            | Capanema              | Paraná             |
| Airton Cordeiro                | ARENA   | 28.310  |            | Curitiba              | Paraná             |
| Deni Schwartz                  | MDB     | 28.197  |            | União da Vitória      | Paraná             |
| Fidelcino Tolentino            | MDB     | 25.949  |            | Quitandinha           | Paraná             |
| Jurandir Avahé Messias         | ARENA   | 25.003  |            | Antonina              | Paraná             |
| Gilberto Carvalho              | ARENA   | 24.820  |            | Bandeirantes          | Paraná             |
| Gabriel Manoel                 | ARENA   | 24.630  |            | Paranaguá             | Paraná             |
| Nilso Sguarezi                 | MDB     | 24.545  |            | Lagoa Vermelha        | Rio Grande do Sul  |
| José Antonio Del Ciel          | MDB     | 24.447  |            | Londrina              | Paraná             |
| Augusto de Oliveira Carneiro   | ARENA   | 24.160  |            | Reserva               | Paraná             |
| David Federmann                | ARENA   | 23.921  |            | Ponta Grossa          | Paraná             |
| David Nataniel Cherigate       | ARENA   | 23.068  |            | Curitiba              | Paraná             |
| Basilio Zanusso                | ARENA   | 23.019  |            | José Bonifácio        | São Paulo          |
| Florivaldo Palácios            | ARENA   | 22.877  |            | Pato Branco           | Paraná             |
| Fuad Nacli                     | ARENA   | 22.630  |            | Guarapuava            | Paraná             |
| Ezequias Losso                 | ARENA   | 22.524  |            | Marialva              | Paraná             |
| João Mansur                    | ARENA   | 22.376  |            | Irati                 | Paraná             |
| Wilson Figueiredo Fortes       | ARENA   | 21.919  |            | Jacarezinho           | Paraná             |
| Trajano Bastos                 | MDB     | 21.305  |            | Guarapuava            | Paraná             |
| Leônidas Ferreira Chaves       | ARENA   | 20.518  |            | Turvo                 | Paraná             |
| Aguinaldo Pereira Lima         | ARENA   | 20.307  |            | Foz do Iguaçu         | Paraná             |
| Waldyr Pugliesi                | MDB     | 20.306  |            | Monte Alto            | São Paulo          |
| Nestor Baptista                | MDB     | 20.178  |            | Ponta Grossa          | Paraná             |
| José Domingos Borges Teixeira  | ARENA   | 20.011  |            | Siqueira Campos       | Paraná             |
| Egon Pudell                    | ARENA   | 19.947  |            | Santa Rosa            | Rio Grande do Sul  |
| Rubens Valduga                 | ARENA   | 19.787  |            | Medianeira            | Paraná             |
| Benedito Pinto Dias            | ARENA   | 19.184  |            | Monções               | São Paulo          |
| Dácio Leonel de Quadros        | ARENA   | 18.950  |            | Castro                | Paraná             |
| Paulo Affonso Alves de Camargo | ARENA   | 18.324  |            | Guarapuava            | Paraná             |
| Toguio Setogutte               | ARENA   | 18.138  |            | Nova Esperança        | Paraná             |
| José Tavares                   | MDB     | 18.041  |            | Bela Vista do Paraíso | Paraná             |
| Tercio Alves de Albuquerque    | ARENA   | 17.791  |            | Cajueiro              | Paraná             |
| Antônio Romero Filho           | MDB     | 17.664  |            | Sertanópolis          | Paraná             |
| Carlos Jerônymo Zanlorenzi     | MDB     | 17.559  |            | Rolândia              | Paraná             |
| Adalberto Daros                | MDB     | 16.472  |            | Andirá                | Paraná             |
| Domício Scaramella             | MDB     | 16.095  |            | União da Vitória      | Paraná             |
| Cyro Martins                   | ARENA   | 16.037  |            | Curitiba              | Paraná             |
| Nelton Friedrich               | MDB     | 15.690  |            | Sobradinho            | Rio Grande do Sul  |
| Darcy Deitos                   | MDB     | 14.943  |            | Joaçaba               | Santa Catarina     |
| Edílson Alencar Barbosa        | MDB     | 14.609  |            | Telêmaco Borba        | Paraná             |
| Antonio Facci                  | MDB     | 14.481  |            | Cedral                | São Paulo          |
| Nelson Buffara                 | MDB     | 14.353  |            | Curitiba              | Paraná             |
| Lineu Mansani Turra            | MDB     | 13.666  |            | Matelândia            | Paraná             |
| José Tadeu Lúcio Machado       | MDB     | 13.467  |            | Jacarezinho           | Paraná             |
| Nelson Fiori Luiz Malaguido    | MDB     | 13.467  |            | Londrina              | Paraná             |
| José Domingos Scarpelini       | MDB     | 12.747  |            | Apucarana             | Paraná             |
| Mario Celso Puglielli da Cunha | MDB     | 12.396  |            | Curitiba              | Paraná             |
| Renato Bernardi                | MDB     | 12.167  |            | Ibirá                 | São Paulo          |
| Gernote Gilberto Kirinus       | MDB     | 11.812  |            | Carazinho             | Rio Grande do Sul  |
| Fontes:                        |         |         |            |                       |                    |